# Аборты в Люксембурге
Аборты в Люксембурге легальны по желанию в течение первых 12 недель беременности, а также на более поздних сроках по медицинским показаниям. Законодательство об абортах было либерализировано 15 ноября 1978 года. До 2014 года в течение 12 недель после зачатия (либо 14 недель после последней менструации) женщина, считавшая себя находящейся «в бедственном положении», могла сделать аборт после двух консультаций врача, одной медицинской и одной психосоциальной, с периодом ожидания не менее трёх дней. В декабре 2014 года в закон были внесены поправки, разрешающие проведение аборта по желанию. Аборт на более поздних сроках можно сделать только в том случае, если два врача подтвердят наличие опасности для матери или плода. Несовершеннолетних пациентов на встречи и на саму процедуру должен сопровождать доверенный взрослый. Аборты могут проводиться в больницах, поликлиниках и кабинетах врачей.
До проведения реформ в 2012 году только врач мог определить, находится ли женщина в бедственном положении. Аборты в первые двенадцать недель разрешались только в случае угрозы физическому или психическому здоровью матери, серьёзного риска рождения ребенка с серьёзным заболеванием или серьёзными дефектами, а также в случае беременности, наступившей в результате изнасилования. Несовершеннолетним пациентам необходимо было получить согласие родителей на аборт, а аборты можно было делать только в больницах и поликлиниках.
Многие врачи в Люксембурге отказываются от предоставления услуг по прерыванию беременности по соображениям совести. В соответствии с законом 2012 года врачи, которые решили не делать аборт или не в состоянии сделать это, обязаны направить пациентку к другому практикующему врачу.